# داني فايس
داني فايس (بالإنجليزية: Danny Weis)‏ هو موسيقي وعازف قيثارة أمريكي، ولد في 28 سبتمبر 1948 في هونتينغتون بارك في الولايات المتحدة.

## وصلات خارجية
- الموقع الرسمي
- داني فايس على موقع ميوزك برينز (الإنجليزية)
- داني فايس على موقع ميوزك برينز (الإنجليزية)
- داني فايس على موقع ديسكوغز (الإنجليزية)